# Polissena
(Commento di Polissena, rivolta alla madre. Euripide, Ecuba, versi 213-215. Traduzione di Filippo Maria Pontani.)

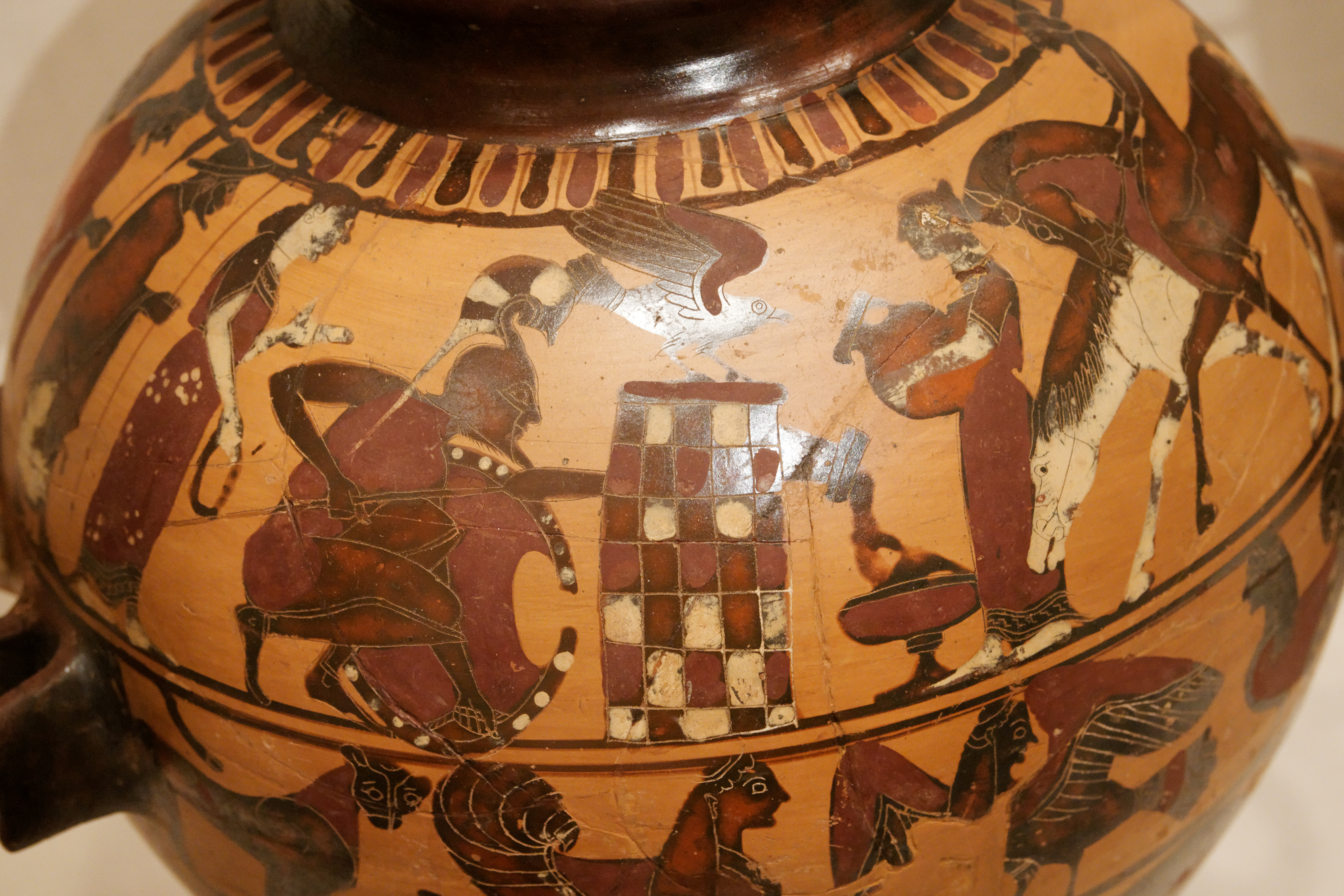
Achille in agguato di Troilo e Polissena, da un hydra al Metropolitan Museum of Art

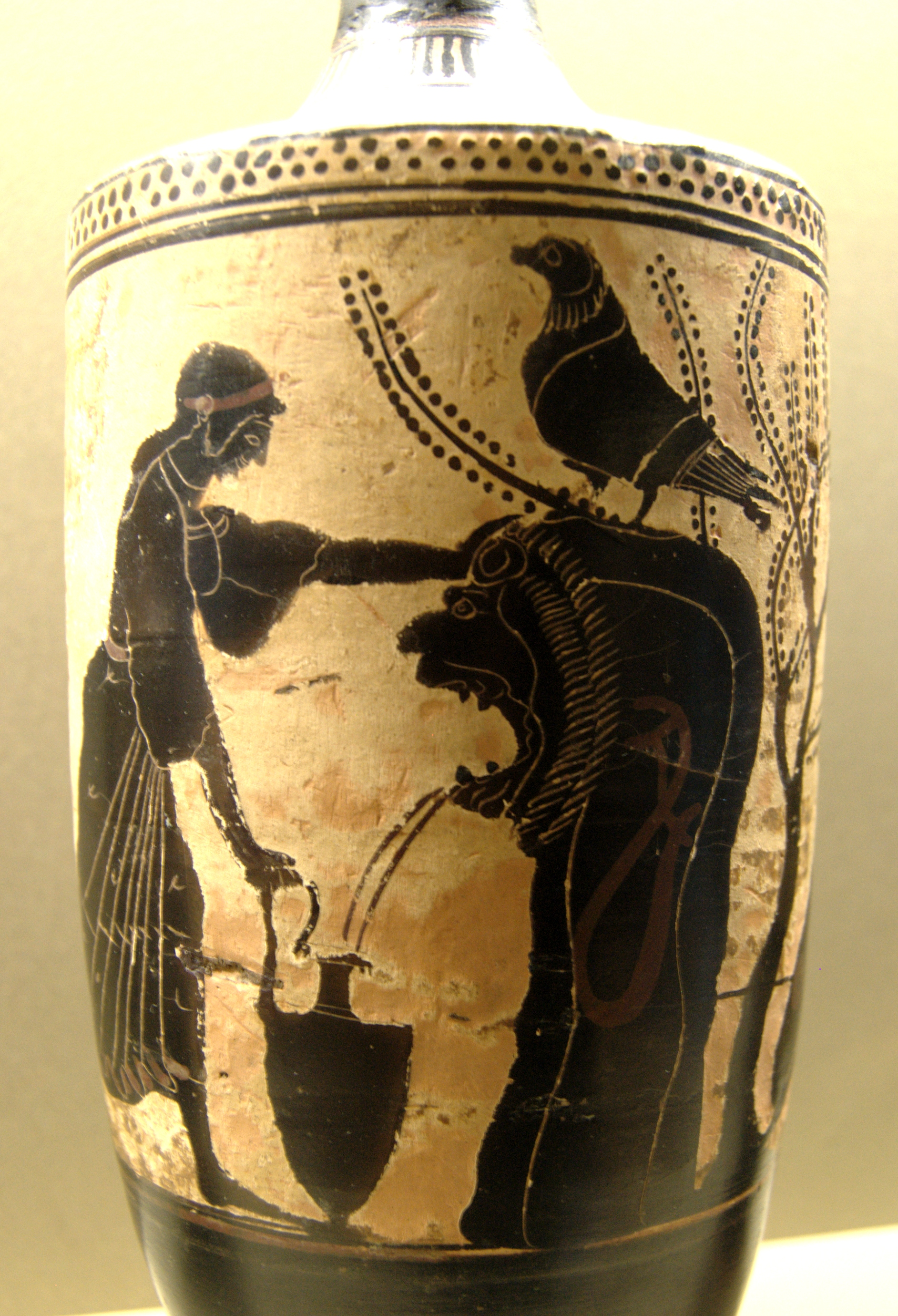
Polissena alla sorgente, spiata da Achille, da una lekythos attica del Pittore di Athena, ca. 480 a.C.. Parigi, Musée du Louvre.

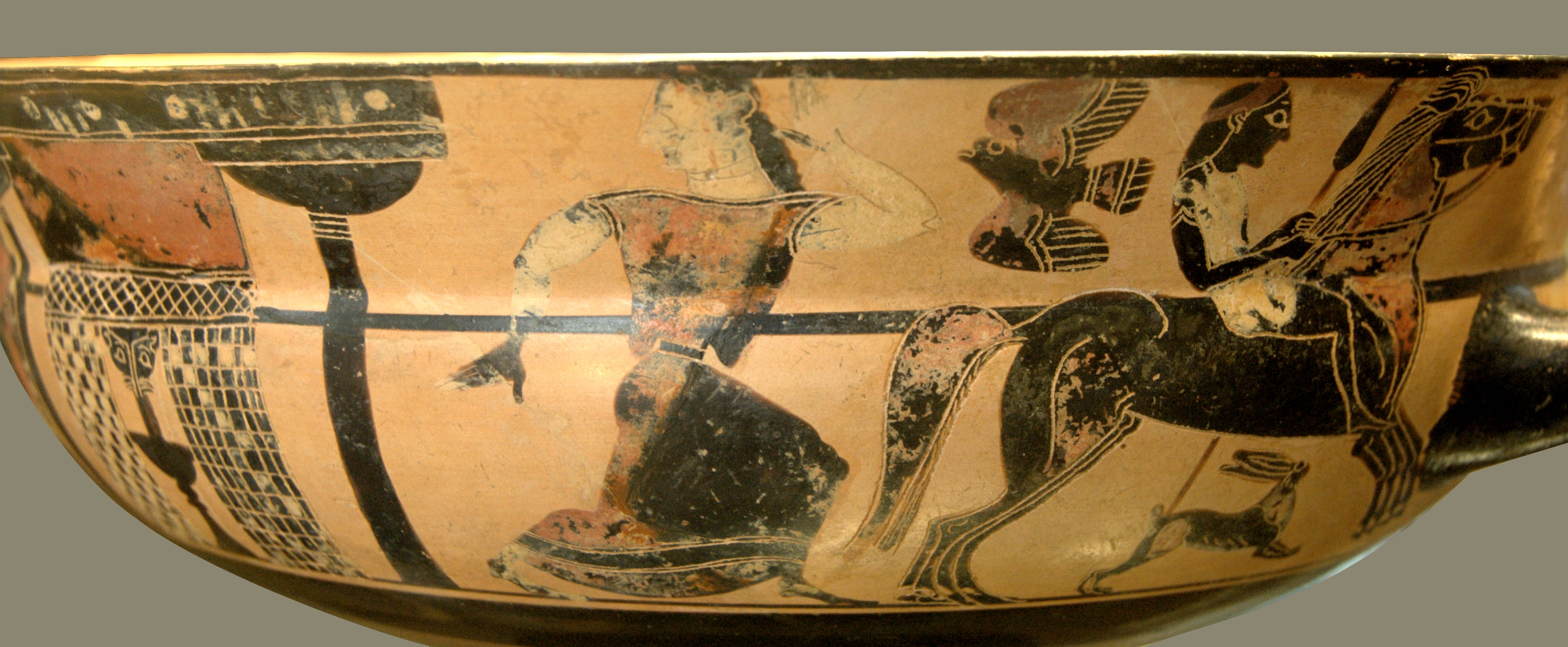
Polissena e Troilo fuggono da Achille, da un kylix del Louvre

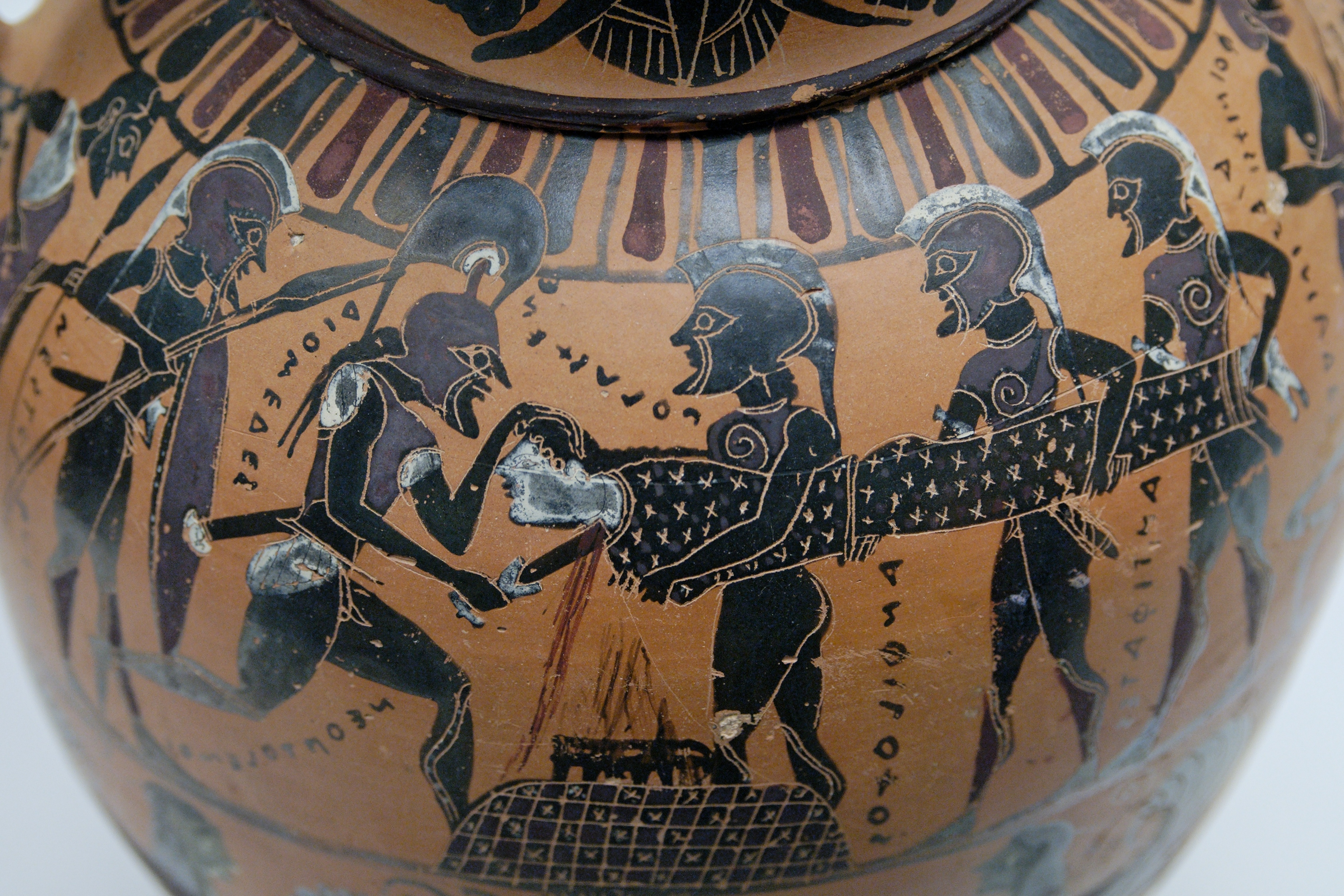
Sacrificio di Polissena dall'anfora del "Pittore di Timiades” oppure del “Gruppo Tirrenico" al British Museum

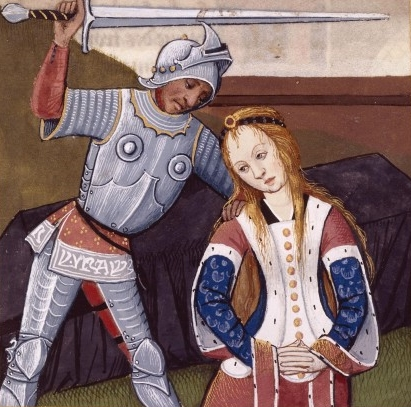
Illustrazione quattrocentesca del sacrificio di Polissena del De mulieribus claris di Boccaccio.

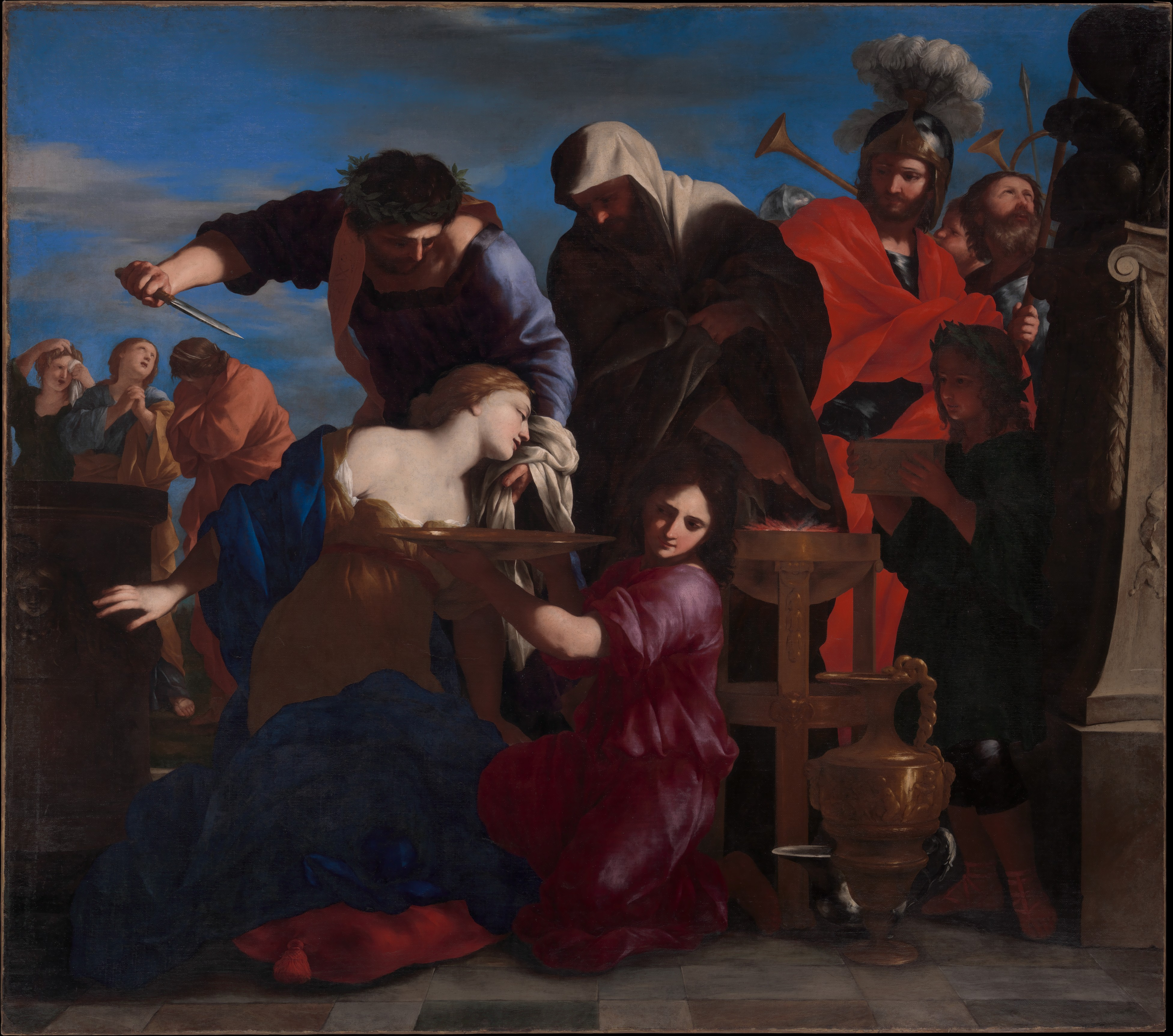
Sacrificio di Polissena di Giovanni Francesco Romanelli, Metropolitan Museum of Art

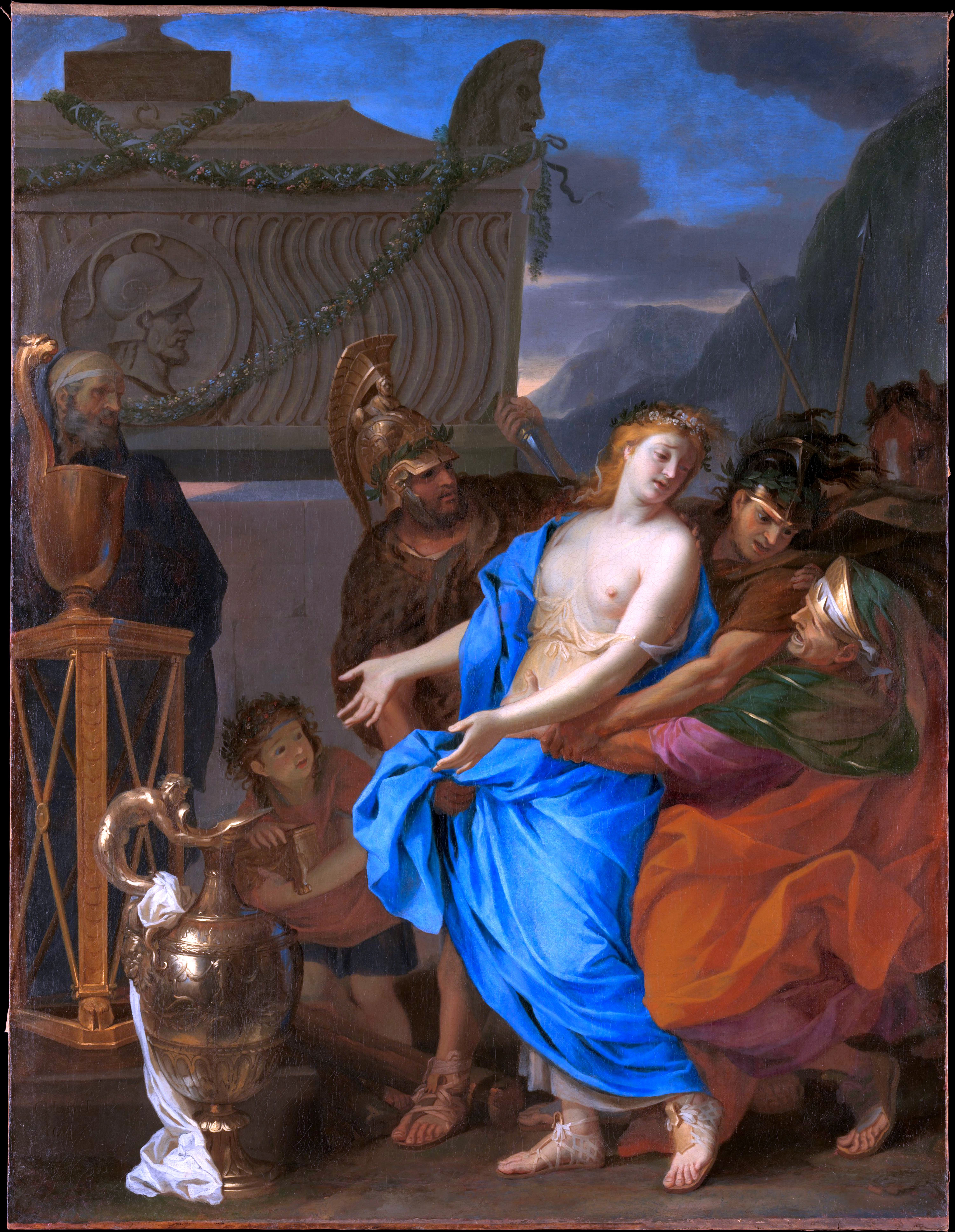
Sacrificio di Polissena di Charles Le Brun, Metropolitan Museum of Art

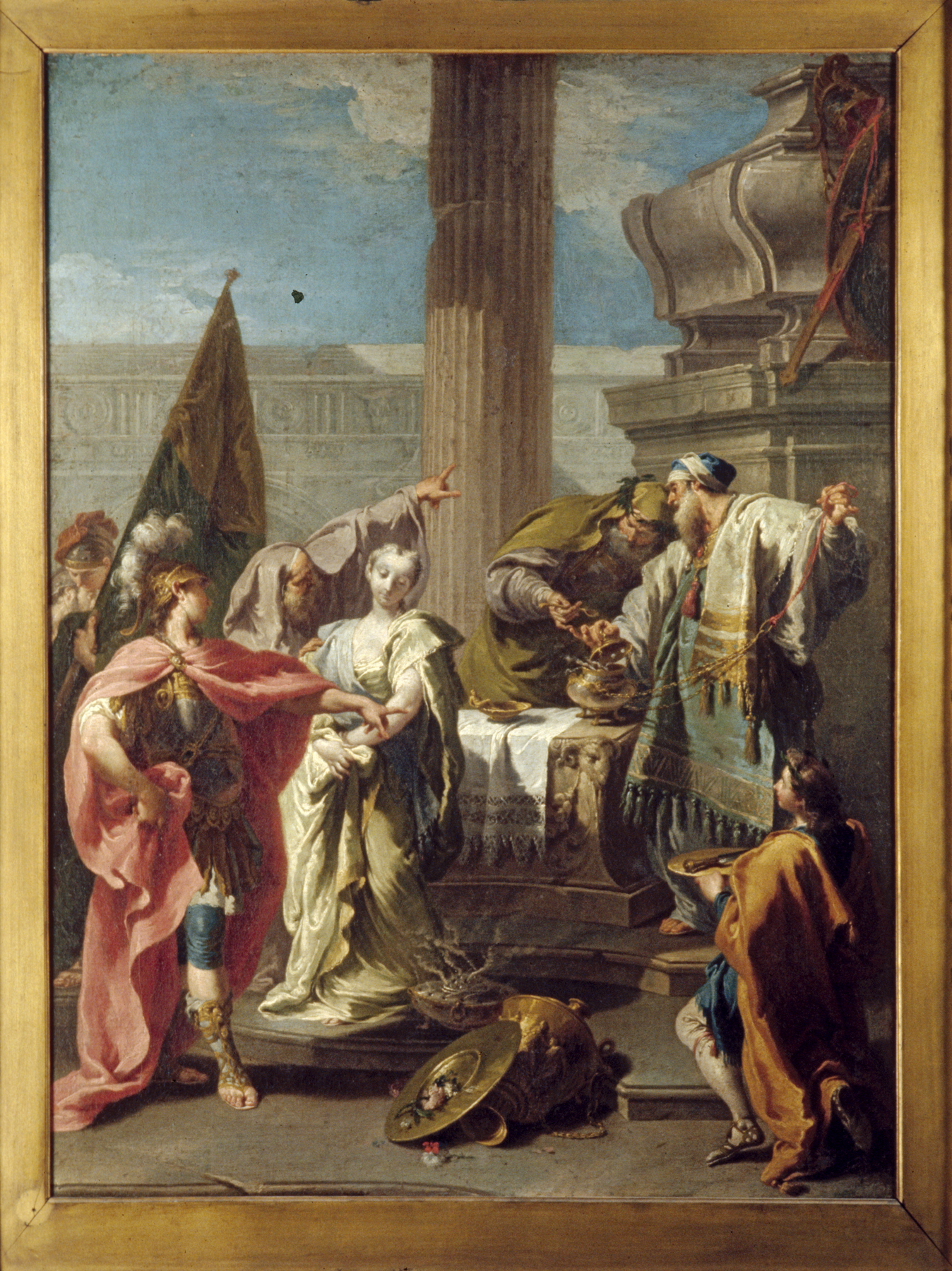
Il Sacrificio di Polissena di Giambattista Pittoni, Walters Art Museum

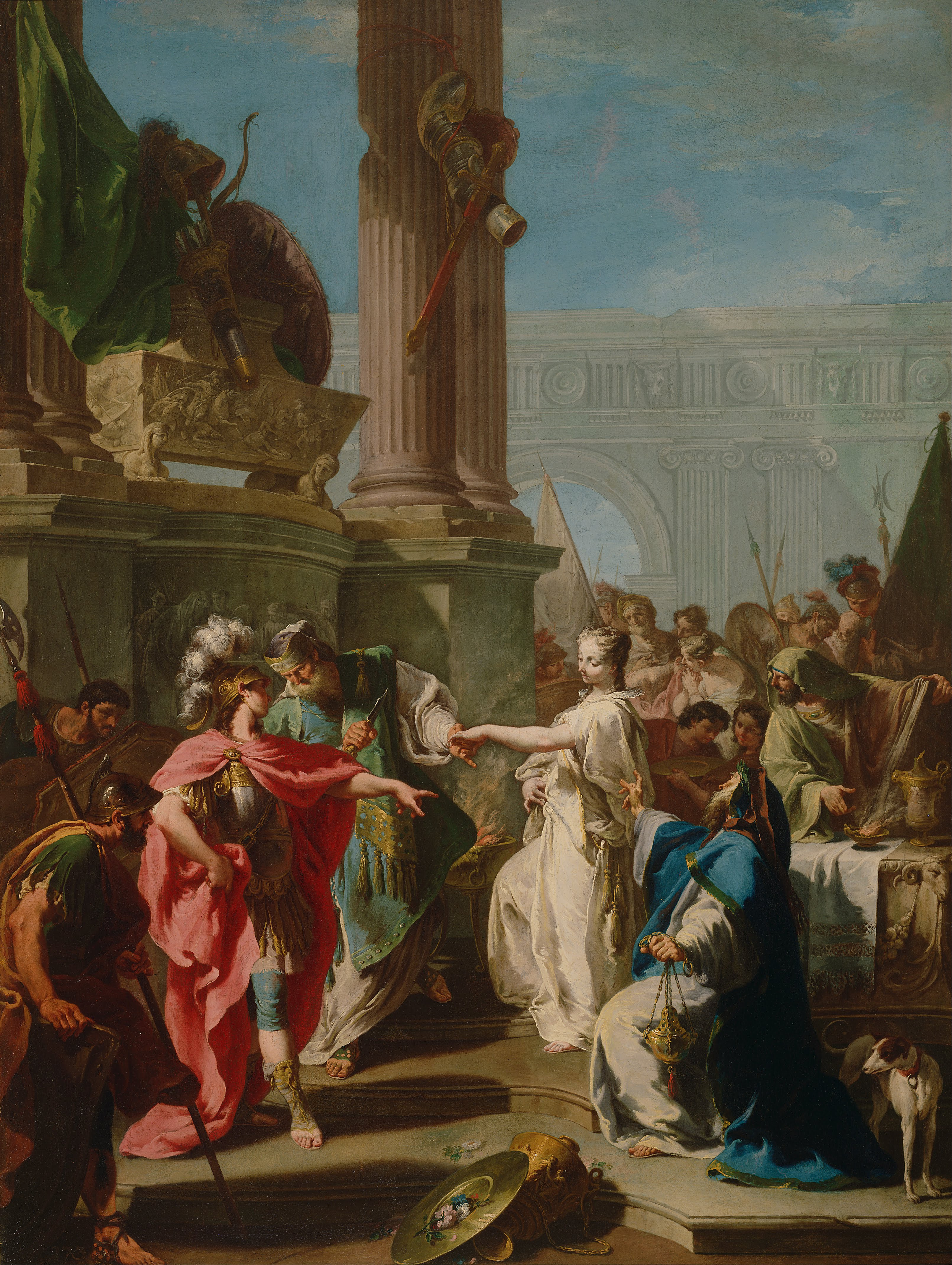
Il Sacrificio di Polissena di Giambattista Pittoni, Getty Museum

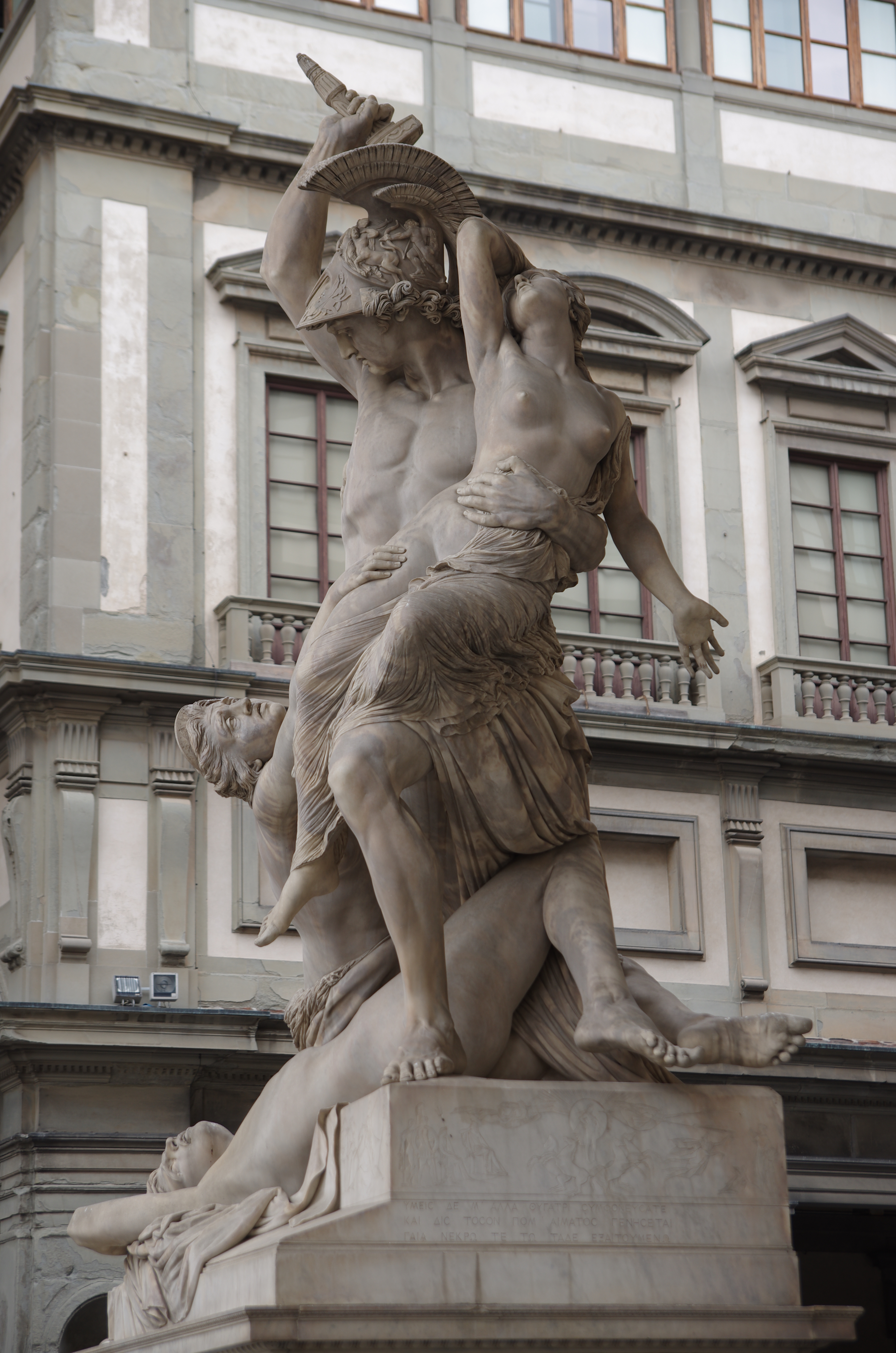
Ratto di Polissena di Pio Fedi (1865), Loggia dei Lanzi, Firenze

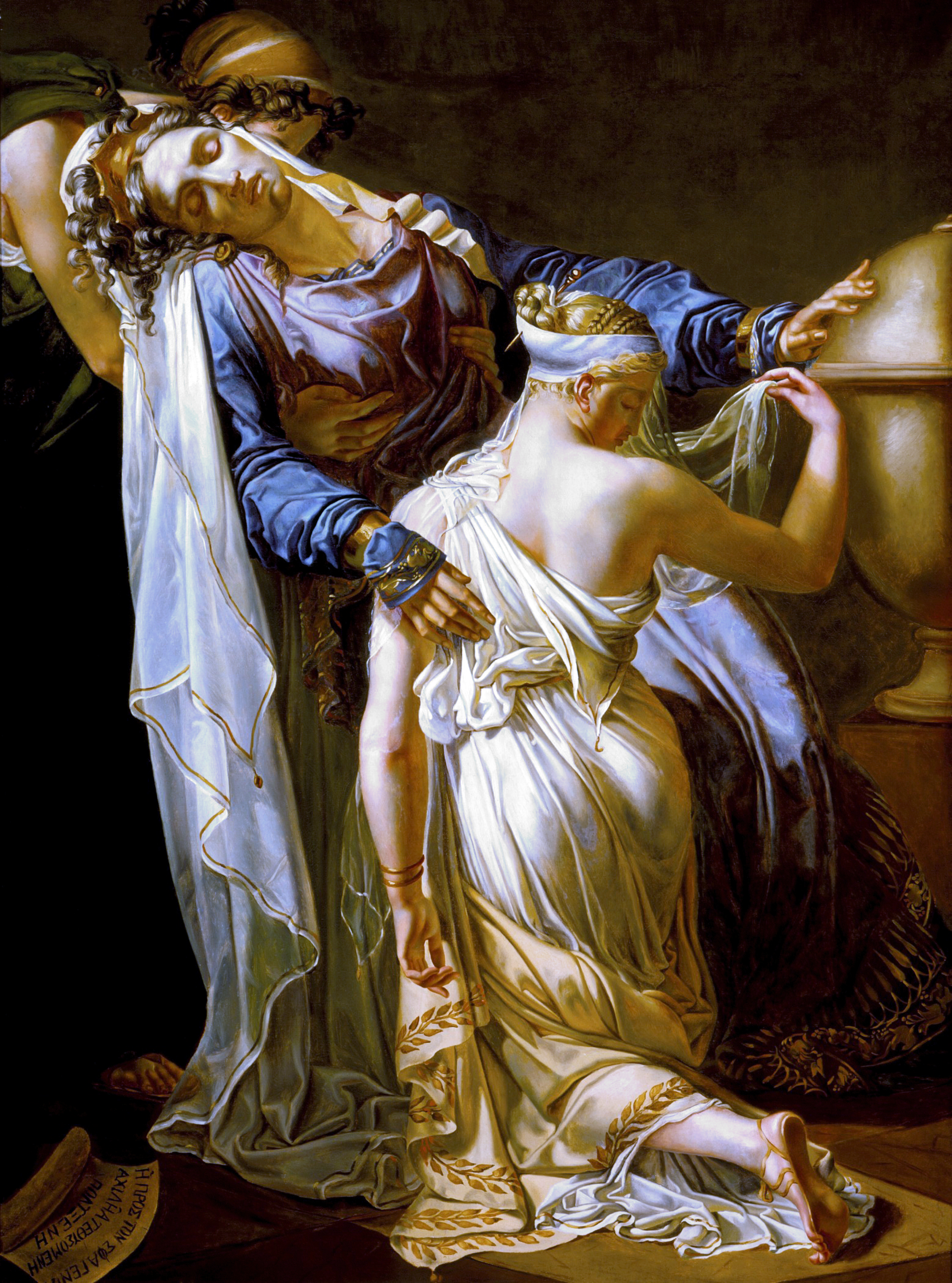
Ecuba e Polissena di Merry-Joseph Blondel, (dopo il 1841), Lacma

Polissena (in greco: Πολυξένη) è una delle figlie di Priamo e di Ecuba, principessa troiana di mirabile bellezza. 
Figura assente nell'Iliade, fu sviluppata dai poeti tragici, che ne temperarono la leggenda sino a definirla un personaggio corrispondente a Ifigenia, la fanciulla con la quale condivise la sorte di vittima di un sacrificio umano per la propiziazione del favore degli dèi.
Il suo mito fu ripreso da Euripide in due fortunate tragedie, Le Troiane e l'Ecuba, nonché nella Polissena di Sofocle, di cui rimangono pochi frammenti.

## Mito
Polissena era la figlia più giovane di Priamo e di Ecuba. Darete Frigio, nella stesura del capitolo in cui esamina i protagonisti del conflitto troiano, ha delineato il ritratto di una giovinetta graziosa, alta, ben proporzionata, che con la sua bellezza superava molte altre donne. I suoi capelli erano sciolti, il collo esile, le gambe aggraziate e le mani sottili, ma la sua indole era ingenua e nascondeva un temperamento da bambina.
Polissena era legata da un affetto morboso al bellissimo fratellino Troilo, la cui folgorante avvenenza aveva fatto sorgere dibattiti sulla sua effettiva natura umana. Alcuni autori lo definiscono persino il frutto di un amplesso della regina Ecuba con Apollo, ma in ogni modo l'anziano Priamo lo pose sotto la sua protezione, annoverandolo tra i suoi rampolli prediletti. La figlia di Priamo pare già godesse di liete prospettive di matrimonio, ma solo una di queste sarebbe stata presa in seria considerazione dal padre, quella di Eurimaco, figlio di Antenore, che l'ospitò nella sua dimora in attesa delle regali nozze.
Venne l'inverno del decimo anno di guerra e gli eroi greci si imbattevano nei notabili troiani quando si recavano al tempio di Apollo Timbreo, che era territorio neutro; un giorno, mentre Ecuba stava sacrificando al dio, Achille arrivò al tempio con il medesimo proposito e si innamorò perdutamente della stessa Polissena.
Ora, era destino che Troia non potesse cadere se Troilo avesse compiuto venti anni di età. Nei primi nove anni di assedio, Achille tese un agguato al principe troiano per impedire che la profezia si avverasse. Troilo, che era solito riservare ogni sorta di amore ai suoi cavalli, si era recato ad abbeverarne uno con sua sorella Polissena presso una fontana che si trovava vicina al tempio di Apollo Timbreo. Mentre il giovinetto e sua sorella attingevano acqua, Achille, che attendeva nascosto il loro arrivo alla fontana, si precipitò fuori dal suo nascondiglio e assalì Troilo rovesciandolo dal suo cavallo, prendendolo per i capelli. Ma il figlio di Priamo sfuggì all'assalto dell'eroe e riuscì a nascondersi nel santuario di Apollo, trovando asilo sull'altare del dio. Achille, incurante di commettere un sacrilegio in un luogo consacrato al dio, trafisse Troilo con la sua lancia sullo stesso altare oppure, secondo una variante, lo decapitò sul posto.
La raffigurazione vascolare ha colto Polissena di frequente mentre in piedi e con un'anfora sul capo si reca presso una fontana insieme a Troilo giovinetto, l'uno per abbeverare i cavalli e la stessa per attingere l'acqua.
Una delle leggende sulla morte di Achille racconta come l'eroe, innamorato della fanciulla, si sarebbe recato al Tempio di Apollo a Timbra per averla in sposa; qui avrebbe trovato la morte per mano delle frecce, forse avvelenate, di Paride.
Il figlio di Achille, Neottolemo (noto anche come Pirro), immolò sulla sua tomba Polissena per onorare la memoria del padre.
Tutte le fonti concordano su una morte violenta di Polissena, immolata dagli Achei durante un sacrificio,  ma non sull'esecutore materiale: sarebbe stato Ulisse, oppure Diomede, o ancora Neottolemo.

## Polissena nelle arti
Sebbene non particolarmente frequentata nelle arti e nella letteratura, la vicenda di Polissena ne è rimasta comunque un tema fin dai tempi più antichi.
Già dal VI secolo a.C. ci sono pervenuti alcuni vasi a figure nere, sicuramente ispirati dai Canti Ciprii, attenti ora ad un particolare ora ad un episodio. Abbiamo Achille in agguato di Troilo mentre Polissena riempie l’anfora d’acqua nella hydria del “Pittore di Londra B 76” al Metropolitan o il dinos del “Pittore dei Cavalieri” al Louvre, oppure i due fratelli che fuggono da Achille nel kylix detto Coppa di Siana del “Pittore C” , o semplicemente Achille che spia Polissena alla fonte nel lekythos del “Pittore di Athena”, ambedue al Louvre, oppure la scena sanguinosa di Neottolemo che sgozza la giovane principessa nell'anfora del British Museum attribuita alternativamente al “Pittore di Timiades” oppure al “Gruppo Tirrenico”. Una rappresentazione del sacrificio estremamente simile a quest'ultima, ma di più raffinata fattura, è scolpita a bassorilievo sul cosiddetto Sarcofago di Polissena del Museo Archeologico di Çanakkale.
Un centinaio d’anni dopo furono composte le già citate delle tragedie di Euripide e quella perduta di Sofocle. Più o meno contemporaneamente Polignoto di Taso dipinse, fra le altre, la scena di «Polissena, che sta per essere sacrificata vicino alla tomba di Achille» in un edificio dell'Acropoli di Atene.
Dall’epoca romana ci è giunta in primis la scena del sacrificio in un riquadro della Tabula Iliaica Capitolina (I secolo a.C.) cui seguono la tragedia di Seneca Le Troadi e, soprattutto, le Metamorfosi di Ovidio che resteranno una fonte primaria fino ai tempi moderni. Molto interessante è il sarcofago scolpito ad altorilievo con le storie di Achille e Polissena (250 d.c. circa) ora Museo del Prado, proveniente probabilmente da Napoli.
Agli albori della letteratura italiana la storia di Polissena viene indirettamente citata da Dante nella Divina Commedia, quale causa della morte di Achille, per questo condannato tra i lussuriosi, e come una delle cause della folle disperazione della madre Ecuba, considerata tra i superbi quale rappresentante della sfida troiana ai greci.
(Inferno, V 65-66)
(inferno XXX 17-21)
Prima di Dante la vicenda era stata ripresa da Guido delle Colonne nella Historia destructionis Troiae. Poi anche Boccaccio ricordò Polissena dedicandole un capitolo delle sue De mulieribus claris ed in un passaggio dei De casibus virorum illustrium dove narra, come già Dante, la disperazione di Ecuba alla morte dei figli. Nelle codici manoscritti delle opere di Guido delle Colonne e Boccaccio ci sono pervenute alcune miniature a rappresentare il Sacrificio di Polissena.
La vicenda riscosse una fortuna sempre maggiore tra barocco, classicismo e rococò in Italia e Francia. Per la pittura si possono ricordare tre opere dedicate al Sacrificio di Polissena eseguite da Pietro da Cortona (1623-1624, Musei Capitolini), Giovanni Francesco Romanelli (dopo il 1630) e Charles Le Brun (1647, ambedue al Metropolitan Museum of Art) e quella di Nicolas Prevost al Musée des Beaux-Arts d'Orléans.
Molto varia è la ripresa nella letteratura a cominciare dal genere epistolare. Pietro Michiel nel suo Dispaccio di Venere (1649) immagina una serie di epistole in versi tra amorosi, una serie di domande e risposte, iniziata nel 1632: nelle epistole III e IV immagina prima le profferte di Achille e quindi la ingannevolmente seducente risposta di Polissena. Più impegnata nei significati è Madeleine de Scudéry nelle sue Les Femmes illustres ou les Harangues héroïques. All’inizio della seconda più estesa edizione (1644) mette la severa lettera di Polissena a Pirro. Qui la giovinetta afferma di preferire la morte che vivere come schiava, che mai ha voluto essere l’amante dell’uccisore dei fratelli Ettore e Troilo e di considerarlo soltanto un nemico. Chiede solo che il suo corpo sia restituito alla madre e di non essere legata in quanto si offre volontariamente alla morte. Alla fine con un moto d’orgoglio rivendica di essere una principessa e ordina a Neottolemo di affondare il pugnale rinfacciandogli d’essere esperto nello spandere sangue reale.
Nel teatro abbiamo diversi approcci piegati ad esigenze degli autori. Samuel Coster nel suo dramma letterario Polyxena (1619) si mantiene fedele alle fonti storiche invece Tomas Corneille ne La Mort d’Achille cambia parzialmente il ruolo del personaggio: Polissena è amata da Pirro senza ricambiare ma con una serie di intrighi diplomatici viene promessa sposa ad Achille, alla fine la principessa esce di scena meditando il suicidio mentre Paride uccide Achille.
Nelle tragedie liriche venne utilizzata la variante del suicidio di Polissena così fa Jean Galbert de Campistron nel libretto di Achille et Polixène di Lully e Collasse (1687) ripresa da Jean-Louis-Ignace de La Serre nel Polyxène et Pirrhus scritto per Pascal Collasse nel 1706. Anche lo sconosciuto Fermelhuis adotta questa soluzione per l’opera Pyrrhus di Pancrace Royer che sebbene incentrata sulla figura di Polissena evita di citarla nel titolo in quanto l’atto unico Polixéne di Jean Dumas d'Aigueberre, in scena con successo l’anno precedente, era stato troppo presto ripreso in farsa dalla Comédie-Italienne.
Le pitture del Sacrificio di Polissena della prima metà del Settecento, pur mantenendo lo stesso impianto teatrale tipico del rococò, restano indecise tra supplizio e suicidio, preferendo mostrare una dignitosa principessa accompagnata davanti all’urna di Achille alla presenza di Pirro. È reso sicuro il supplizio dal carnefice con il coltello sguainato nel dipinto di Sebastiano Ricci (1720/30) ad Hampton Court ma in quello di Giovanni Antonio Pellegrini a Poznan (1730) il finale resta aperto. Giambattista Pittoni, il più prolifico e richiesto in questo soggetto sia negli originali che nelle repliche, presentò soluzioni alterne. Nel grande quadro (1720), distrutto nella seconda guerra mondiale, di Palazzo Caldogno Tecchio a Vicenza mostrava un anziano con un coltello pronto alla mano e Polissena in atteggiamento di abbandono e con le mani legate, nel piccolo quadro dell’Ermitage e nella replica del Getty Museum (1733/34) il carnefice veste un abito sacerdotale e sembra discutere con Pirro se affidare l’arma ad una altezzosa Polissena. In quello della Staatsgalerie di Stoccarda, e nelle repliche della Národní Galerie di Praga e del Walters Art Museum (1735 circa), Polissena attende paziente che i sacerdoti preparino l’incenso mentre in disparte un paggio reca, quasi dissimulato in un piatto, il coltello scarificale. Negli altri dipinti le armi destinate al sacrificio non sono visibili: in quello della Residenza di Würzburg Polissena si offre inginocchiata all’altare sacrificale ed in quello gigantesco di Palazzo Taverna a Roma, come nella più piccola replica del Louvre (1730 circa), si fa dignitosamente accompagnare al sacrificio da Neottolemo. In tutti resta invariabile l’atteggiamento autoritario di Pirro.
Ai primi dell’Ottocento la vicenda viene ancora più rivoluzionata nell’opera Ecuba (1812) di Nicola Manfroce su libretto di Giovanni Schmidt. Polissena si innamora di Achille nonostante la recente morte di Ettore e Priamo accetta che si sposino in cambio della pace sebbene Ecuba cerchi di convincere la figlia ad uccidere l’amato. Durante la cerimonia delle nozze giunge la notizia che i greci hanno invaso Troia e Achille, che tenta invano di convincere tutti di non essere partecipe dell’inganno, viene fatto uccidere da Ecuba. Infine i greci entrano nel tempio, uccidono Priamo e rapiscono Polissena. Ecuba rimane sola a lanciare maledizioni mentre la città viene distrutta.
Il mito di Polissena continua ad essere un soggetto nelle arti visive romantiche e tardo-romantiche in maniera più limitata e con connotazioni retoriche diverse. Si va dal bel dipinto di Blondel al Lacma con lo svenimento di Ecuba contrapposto all’atteggiamento contrito ma dignitoso di Polissena, al violento contrasto tra Ecuba e Pirro, che ghermisce la principessa, nella scultura (1865) di Pio Fedi nella Loggia dei Lanzi a Firenze. per finire nel gusto simbolistico che ritrae la principessa morta ai piedi dell’urna di Achille nella versione notturna di Joseph Stallaert (1875) al Koninklijk Museum voor Schone Kunsten di Anversa e in quella arcadica di Paul Quinsac (1882 - ubicazione ignota).
Polissena ritorna marginalmente come uno dei personaggi nella pièce pacifista di Jean Giraudoux La Guerre de Troie n'aura pas lieu. A Polissena è dedicata anche una delle tavole disegnate da Pablo Picasso per illustrare le Metamorfosi di Ovidio (1931, Musée national Picasso).
Una interpretazione originale del personaggio di Polissena, come prototipo della bellezza indifesa, si trova nel romanzo Cassandra di Christa Wolf. Nell'interpretazione dell'autrice tedesca la ragazza, costretta a cedere al rude Achille per non meglio precisate "ragioni di stato", trascorre quel che le resta da vivere (prima di essere uccisa da Neottolemo) in una sorta di pazzia che tollera soltanto suoni bassi e luci sfumate.

### Fonti antiche
- Pseudo-Apollodoro, Biblioteca
- Igino, Fabulae
- Ovidio, Metamorfosi
- Ditti Cretese, libro III
- Euripide, Le Troiane
- Euripide, Ecuba
- Quinto Smirneo, Posthomerica, libro XIV
- Filostrato, Eroiche

### Periodo classico
- Dante, Divina commedia
- Boccaccio, De mulieribus claris

### Traduzione delle fonti
- Apollodoro, Biblioteca, Milano, Mondadori, 1998, ISBN 88-04-55637-4. Traduzione di Marina Cavalli
- Pietro Bernardini Marzolla, Publio Ovidio Nasone. Metamorfosi. Testo originale a fronte, Torino, Einaudi, 2008, ISBN 978-88-06-17695-2.
- Anna Beltrametti, Euripide. Le tragedie, volume secondo, Torino, Einaudi, 2002, ISBN 978-88-04-57001-1., Traduzione di Filippo Maria Pontani.

### Moderna
- Jean Giraudoux, Guerre de Troie n'aura pas lieu
- Robert Graves, I miti greci, Milano, Longanesi, ISBN 88-304-0923-5.
- Angela Cerinotti, Miti greci e di roma antica, Prato, Giunti, 2005, ISBN 88-09-04194-1.
- Anna Ferrari, Dizionario di mitologia, Litopres, UTET, 2006, ISBN 88-02-07481-X.
- Pierre Grimal, Enciclopedia della mitologia 2ª edizione, Brescia, Garzanti, 2005, ISBN 88-11-50482-1. Traduzione di Pier Antonio Borgheggiani
- Felice Ramorino, Mitologia Classica illustrata, Milano, Ulrico Hoepli, 2004, ISBN 88-203-1060-0.
- Gaetana Miglioli, Romanzo della mitologia dalla A alla Z, Firenze, G. D'Anna, 2007, ISBN 88-8104-731-4.
- Ida Biondi, Storia e Antologia della Letteratura Greca, D'Anna(2004)